# Hosston
Hosston ist eine Gemeinde im Caddo Parish im US-amerikanischen Bundesstaat Louisiana. Auf einer Fläche von mehr als sieben Quadratkilometern leben 244 Menschen (Stand: Volkszählung 2020).
Hosston ist Teil der sozioökonomischen Region Ark-La-Tex, die Teile der vier Bundesstaaten Arkansas, Louisiana, Oklahoma und Texas umfasst.

## Geographie
Hosston liegt im Nordwesten des Bundesstaates Louisiana, jeweils etwa 15 km von der nördlichen Grenze zu Arkansas und der westlichen Grenze zu Texas entfernt. Nahegelegene Städte sind Vivian (11,5 km westlich), Plain Dealing (18,3 km östlich) und Oil City (24,7 Kilometer südwestlich).
Die Stadt grenzt im Westen an den etwa 170 Kilometer langen Black Lake Bayou, etwa 15 Kilometer südwestlich befindet sich der über 10.000 ha große Caddo Lake. Knapp fünf Kilometer östlich der Stadt verläuft einer der längsten Flüsse der Welt, der Red River, der im Norden von Texas entsteht und nach 1966 Kilometern in den Atchafalaya River mündet, der wiederum den Mississippi River speist.

## Demographie
Die Volkszählung 2000 ergab eine Bevölkerungszahl von 387 Menschen, verteilt auf 152 Haushalte und 101 Familien. Die Bevölkerungsdichte lag bei 56 Menschen pro Quadratkilometer. 77 % der Bewohner waren Weiße, 22,5 % Schwarze und jeweils 0,3 % Lateinamerikaner und Asiaten. 0,3 % entstammten zwei oder mehr Ethnizitäten. Das Durchschnittsalter lag bei 41 Jahren, das Pro-Kopf-Einkommen betrug mehr als 18.000 US-Dollar, womit über ein Viertel der Bevölkerung unterhalb der Armutsgrenze lebte.
Bei der Volkszählung 2010 wurde eine niedrigere Einwohnerzahl von 318 festgestellt.

## Verkehr
In nord-südlicher Ausrichtung verläuft der U.S. Highway 71 durch den Ort. Über die westlich aus der Stadt verlaufende Hosston Vivian Road besteht eine Verbindung zur nahegelegenen Stadt Vivian.

## Persönlichkeiten
- Jimmy D. Ross (1936–2012), Viersterne-General der United States Army